# Sukanegla
Sukanegla is een bestuurslaag in het regentschap Garut van de provincie West-Java, Indonesië. Sukanegla telt 7326 inwoners (volkstelling 2010).